# Шорндорф (Баварія)
Шорндорф (нім. Schorndorf) — громада в Німеччині, розташована в землі Баварія. Підпорядковується адміністративному округу Верхній Пфальц. Входить до складу району Кам.
Площа — 38,54 км2. Населення становить 2890 ос. (станом на 31 грудня 2020).